# KTH:s stora pris
KTH:s stora pris är ett pris som årligen delas ut av Stiftelsen KTH:s stora pris ur 1944 års donation som förvaltas av Kungliga Tekniska högskolan. Stiftelsen bildades 1944 för att finansiera priset. Det utdelade summan uppgår 2024 till 1 500 000 kr. Donatorn önskade förbli anonym.
Priset utdelas till:
- Person som genom epokgörande upptäckter och skapande av nya värden samt genom sinnrika tillämpningar av vunna rön på det praktiska livets områden främjar Sveriges fortsatta materiella framåtskridande,
- eller person som genom vetenskaplig forskning funnit särskilt värdefulla principer eller metoder vilka är användbara för tillämpningar, som främjar ovan nämnda syfte,
- eller person som genom konstnärliga insatser utövar ett mäktigt inflytande särskilt på det egna folkets själsliv.

Mottagaren av priset skall dessutom vara svensk medborgare. För det mesta har priset tilldelats en ensam pristagare, men enstaka år har två eller tre pristagare delat på priset.

## Pristagare
- 1945 – Herman Nilsson-Ehle, ärftlighetsforskare
- 1946 – Clarence Crafoord, thoraxkirurg
- 1947 – Hannes Alfvén, forskare inom fysik, tillika nobelpristagare.
- 1948 – Fredrik Ljungström, uppfinnare och entreprenör
- 1949 – Anders Elofson, jordbruksforskare
- 1950 – Erik Jorpes, forskare inom kemi och medicin
- 1951 – Ingen utdelning
- 1952 – K. Albin Johansson, skeppsbyggare och isbrytarkonstruktör
- 1953 – Ingen utdelning
- 1954 – Torsten Althin, grundare av Tekniska museet
- 1955 – Assar Gabrielsson, företagsledare vid Volvo
- 1956 – Harry Lundin, skapare av Kärnbolaget som biokemisk industri och läkemedelsbolag
- 1957 – Ingen utdelning
- 1958 – Nils Löfgren, läkemedelsforskare (xylocain)
- 1959 – Bo Kalling, forskare och uppfinnare inom metallurgi
- 1960 – Sven Wallander, skapare av HSB
- 1961 – Gregor Paulsson, konsthistorisk forskare
- 1962 – Nils Lagerlöf, veterinärmedicinsk forskare
- 1963 – Ingen utdelning
- 1964 – Uno Lamm, innovatör inom elkraftområdet
- 1965 – Ingen utdelning
- 1966 – Nils Svensson, skeppsbyggare
- 1967 – Sven Gard, forskare inom virologi
- 1968 – Ingen utdelning
- 1969 – Ragnar Woxén, verksam inom teknisk forskning och utbildning, bl.a. som KTH:s rektor 1943-64
- 1970 – Lars Gunnar Sillén, forskare inom oorganisk kemi
- 1971 – Elise Ottesen-Jensen, sexualupplysningspionjär och grundare av RFSU
- 1972 – Lennart Nilsson, medicinsk fotograf
- 1973 – Arne Müntzing, ärftlighetsforskare och växtförädlare
- 1974 – Evert Taube, trubadur, poet, konstnär
- 1975 – Alva Myrdal, politiker som främjat yrkeskvinnornas ställning
- 1976 – Ingen utdelning
- 1977 – Gunnar Fant, forskare inom talsyntes
- 1978 – Erik Ingelstam, forskare inom optik; ledde uppbyggnaden av Institutet för optisk forskning
- 1979 – Tage Erlander, tidigare svensk statsminister som främjat långsiktig teknisk och naturvetenskaplig forskning
- 1980 – Bengt-Gunnar Magnusson, ingenjör, telefonstationssystemet AXE 10
- 1981 – Svante Odén, miljöforskare (försurning av våra sjöar och vattendrag)
- 1982 – Arne Bjerhammar, forskare inom geodesi
- 1983 – Kerstin Fredga, forskare inom astronomi och rymdfysik
- 1984 – Bengt Feldreich, teknik- och vetenskapsjournalist
- 1985 – Nils Abramson, forskare inom laserteknik, samt Karl Johan Åström, forskare inom reglerteknik
- 1986 – Torbjörn Westermark, forskare inom kärnkemi
- 1987 – Sverker Sjöström, ingenjör vid Scania
- 1988 – Anders Franzén, marinarkeolog
- 1989 – Torkel Wallmark, entreprenör
- 1989 – Lars Ehrenberg, forskare inom biofysik
- 1990 – Georg Bolin, musikinstrumentbyggare
- 1991 – Mats Hillert, forskare inom materialvetenskap, samt Bengt Rånby, forskare inom polymerteknik
- 1992 – Bertil Aldman, forskare och uppfinnare inom trafiksäkerhet
- 1993 – Kjell Wetterlin, uppfinnare av astma-inhalatorn Turbuhaler® (Astra/Draco)
- 1994 – Åke Lundqvist, Östen Mäkitalo, och Sven Olof Öhrvik, ingenjörer verksamma inom radioteknik och mobiltelefoni
- 1995 – Malin Falkenmark, forskare inom geovetenskap
- 1996 – Håkan Lans, uppfinnare
- 1997 – Per-Ingvar Brånemark, forskare och uppfinnare inom medicinteknik
- 1998 – Mats Leijon, forskare, uppfinnare och konstruktör[4]
- 1999 – Bodil Jönsson, forskare inom fysik, pedagog och folkbildare[5]
- 2000 – Jan Uddenfeldt, ingenjör inom tele- och datakommunikation[6]
- 2001 – Arne Ljungqvist, medicinsk forskare och aktiv mot dopning[7]
- 2002 – Bengt Gustafsson, astrofysiker samt författare och debattör inom forskningsetik[8]
- 2003 – Sven Nykvist, filmfotograf, samt Owe Svensson, filmljudläggare[9]
- 2004 – Pelle Petterson, formgivare[10]
- 2005 – Eric Ericson, körledare[11]
- 2006 – Mathias Uhlén, forskare och entreprenör inom bioteknik[12]
- 2007 – Christer Fuglesang, förste svensk i rymden[13]
- 2008 – Gunilla Pontén, kläddesigner[14]
- 2009 – Niklas Zennström, IT-entreprenör, skapare av Skype[15]
- 2010 – Hans Rosling, professor i internationell hälsa[16]
- 2011 – Mikael Eriksson, professor i acceleratorfysik[17]
- 2012 – Daniel Ek, VD på Spotify[18]
- 2013 – Robyn, artist[19]
- 2014 – Sara Snogerup Linse, professor i fysikalisk kemi vid Lunds universitet [20]
- 2015 – Max Tegmark, fysiker och kosmolog[21]
- 2016 – Stina Ehrensvärd, uppfinnare och entreprenör[22]
- 2017 – Jonas Gardell, författare, dramatiker, komiker och artiste[23]
- 2018 – Kristina Edström, professor i oorganisk kemi med inriktning mot energilagring i batterier[24]
- 2019 – Dilsa Demirbag-Sten, Entreprenör, författar och journalist[25]
- 2020 – Tom Alandh, dokumentärfilmare[26]
- 2022 – Petra Wadström, uppfinnare[27]
- 2023 -  Tilde Björfors, cirkusdirektör och professor[28]